# Mona llanosa de Tschudi
La mona llanosa de Tschudi (Lagothrix lagothricha tschudii) és una subespècie de la mona llanosa comuna. Viu a altituds d'entre 400 i 3.000 msnm a Bolívia, el Perú i, possiblement, el Brasil. El seu hàbitat natural són els boscos, amb una preferència pels boscos primaris en la temporada humida i pels boscos de galeria en la temporada seca. Malgrat que es desconeix si hi ha cap amenaça significativa per a la seva supervivència, se sap que la caça i la destrucció del seu hàbitat tenen un efecte nociu sobre les seves poblacions.